# Мрсово
Мрсово је насељено мјесто у општини Рудо, Република Српска, БиХ. Према попису становништва из 1991. у насељу је живјело 126 становника.
У насељу се налази спомен обељежје погинулим српским борцима током Рата у Босни и Херцеговини.

## Образовање
У насељу се налази Основна школа „Рудо“.

## Становништво
| Демографија | Демографија | Демографија |
| Година      | Становника  | Становника  |
| ----------- | ----------- | ----------- |
| 1991.       | 126         |             |